# フェラーリ・488ピスタ
フェラーリ・488ピスタ（Ferrari 488）は、イタリアの自動車メーカーのフェラーリから販売された限定生産のスーパーカーである。

## 概要
488ピスタは2018年3月6日にジュネーブモーターショーで発表された。488GTEおよび488チャレンジの技術をベースとし、開発された。360チャレンジストラダーレ、430スクーデリア、458スペチアーレといったV8のスペシャルシリーズに位置するモデルである。488GTBよりも高性能にするために、外装やパワートレインに多くの変更が加えられている。3.9リッターツインターボチャージャー付きV8エンジンは新しいカムシャフトを使用したことにより、最高出力720PS(530kW:710hp)/8,000rpm、最大トルク770Nm(568lb・ft)/3,000rpmを発揮する。
エクステリアではフロントフェイスが一新され空気がフロントバンパーのダクトを通過し、ボンネットから放出されてルーフ上を通過することで強力なダウンフォースが生成される。他にもアンダーディフューザーの変更や、488GTEと共有のリアディフューザーなどが取り付けられている。合計で、488ピスタは488GTBよりも20％多くのダウンフォースを発揮する。
内装は軽量化のためにカーボンファイバーとアルカンターラを全面的に採用。ボンネット、バンパー、リアスポイラーなどにカーボンファイバーを使用しているため、488GTBよりも約91kgの軽量化に成功している。他にもピスタではオプションで40％軽量なカーボンファイバーホイールを選択することもできる。

## 488ピスタ・スパイダー

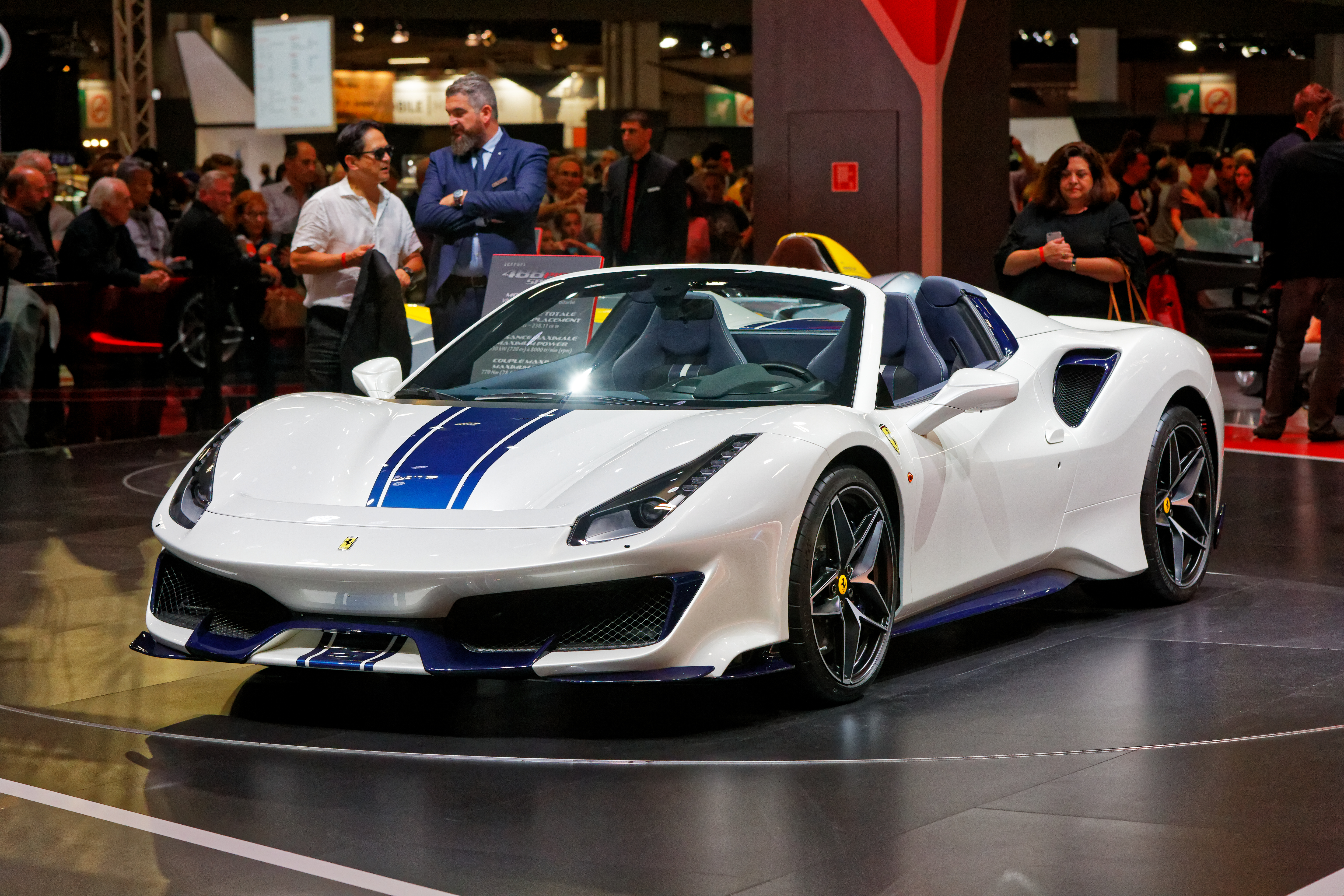
488ピスタ・スパイダー

488ピスタのオープンモデルである488ピスタ・スパイダーは2018年のペブルビーチ・コンクール・デレガンスで発表された。スパイダーにはクーペモデルと同じエンジンが搭載され、メーカーによるとパフォーマンスはスパイダーとクーペモデルで変化しないと発表されている。車両重量は1,380kgとクーペモデルよりも軽量化されている。インテリアはクーペと同じくカーボンファイバーとアルカンターラを全面的に使用している。エクステリアには鍛造アロイホイールよりも20％軽量なダイヤモンド仕上げのアロイホイール、またオプションでクーペと同じくカーボンファイバーホイールを選択することもできる。

## 488ピスタ・ピロティ
488ピスタ・ピロティは2017年、フェラーリがアレッサンドロ・ピエール・ギティとジェームス・カラドとともにAFコルセのフェラーリ・488GTEナンバー51でFIA世界耐久選手権のLM GTE Proクラスでドライバーとコンストラクターのタイトルを獲得したことによる記念モデルとして制作された。内部の生地から色に至るまで、カスタマーが細かく選択できるようになっている。外観はイタリア国旗の色のストライプがフロントバンパーからルーフ、リアスポイラーにかけてあしらわれ、優勝した488GTEとレーシングクラスを表す「PRO」の文字を彷彿とさせる。イタリアントリコロールはサイドにも入っていて、注文者が希望した番号がサイドに入れられる。内装ではシート、フロアマット、パドルシフターにトリコロールが入っている。
ボディカラーは4色が設定され、ロッソ・コルサ、ブルー・ツール・ド・フランス、ネロ・デイトナ、アルジェント・ニュルブルクリンクと名付けられている。
この車はフェラーリのスポーツプログラムに参加している者にのみ購入権利が与えられる。